# Arslan Schah I. (Kerman)
Muhyi l-Islam wa-l-Muslimin Arslan-Schah (I.) ibn Kirman-Schah ibn Qawurd (reg. 1101–1142) war ein selbständiger Seldschuken-Herrscher von Kerman (Kerman-Seldschuken).
Er bestieg den Thron nach der Ermordung seines Cousins Iran-Schah (reg. 1096–1101), der von seinem Atabeg, der Geistlichkeit und den Emiren aufgrund angeblicher Sympathien für die Ismailiten-Sekte gestürzt worden war.
Arslan-Schahs Regierungszeit war lang und friedlich. Transithändler (z. B. aus Indien) etablierten Niederlassungen in Bardasir und Dschiroft und angesichts finanzieller Unterstützung durch den Herrscher kamen viele Religionsgelehrte nach Kerman. 
Arslan-Schah heiratete eine von Sultan Muhammad Tapars (reg. 1105–18) Töchtern und bemühte sich später (unter Vermittlung von Sultan Masud, reg. 1134–52) um die Hand der Witwe von Kalif al-Mustarschid (reg. 1118–35). 
Er und seine Frau Zaitun-Chatun galten als große Bauherren. Unter anderem ließ der Herrscher eine Bibliothek mit 5.000 Büchern verschiedener Wissensgebiete errichten.
Außenpolitisch stellte Arslan-Schah sich 1114/15 gegen die Aktionen von Sultan Muhammads türkischem Befehlshaber in Fars, Tschawli († 1116/7), der gegen die kurdischen Schabankara vorging und dabei die Interessensphäre Arslan-Schahs verletzte. Gegen Ende seiner Regierung mischte er sich auch in einen Nachfolgestreit der Kakuyiden von Yazd ein. Ferner sandte er Statthalter nach Oman. 
Seine Regierung endete in einem Blutbad: 1142 wurde er in einem Nachfolgestreit zwischen seinen Söhnen Kirman-Schah und Muhammad (reg. 1142–56) von letzterem gefangen genommen und getötet. Zudem wurden ca. zwanzig seiner Söhne und Enkel getötet oder geblendet.